# Казанское кладбище
Казанское кладбище — кладбище в Санкт-Петербурге.

## История
В 1710 году Пётр I издал указ о переселении рыбаков с берегов Оки в окрестности Санкт-Петербурга. Село, где они обосновались, стало называться Рыбацким. С этого времени около приходской Покровской церкви начали появляться первые захоронения.
В 1744 году кладбищу был придан официальный статус указом Сената.
В начале 1830-х годов санитарная служба запретила производить захоронения на берегу Невы из-за опасения эпидемий. Для кладбища выделили новое место и выстроили на нём новую церковь, а затем и храм.
Затем на Казанском кладбище появились захоронения старообрядцев.

## Кладбищенская церковь
Сначала на территории кладбища существовала только маленькая часовня для отпевания усопших. В 1742 году на кладбище была построена деревянная церковь, освящённая во имя Покрова Пресвятой Богородицы. А в 1744 году был построен одноимённый каменный храм.
В 1882–1883 годах в память о Александре II на территории кладбища была построена деревянная церковь по проекту Леонарда Шауфельбергера, который являлся архитектором Фарфорового завода. Она была освященная во имя Казанской иконы Божией Матери, от которой кладбище получило своё современное название (до этого кладбище именовалось «кладбищем Рыбацкой слободы»). В начале 1900-х гг. к церкви были пристроены притвор и колокольня. В конце 1920-х гг. церковь была закрыта. От всего комплекса церковных зданий к 1987 году сохранились колокольня и каменный притвор. Они были переданы старообрядческой общине беспоповцев Поморского согласия.